# Syngonanthus diamantinensis
Syngonanthus diamantinensis är en gräsväxtart som beskrevs av Silveira. Syngonanthus diamantinensis ingår i släktet Syngonanthus och familjen Eriocaulaceae. Inga underarter finns listade i Catalogue of Life.